# Storage Networking Industry Association
L'Associació de la indústria de xarxes d'emmagatzematge (SNIA ) és una associació comercial sense ànim de lucre registrada 501(c)(6) constituïda el desembre de 1997. SNIA compta amb més de 185 membres únics, 2.000 membres contribuents actius i més de 50.000 usuaris finals de TI i professionals de l'emmagatzematge. El SNIA va absorbir el Comitè de Factor de Forma Reduït.
La comunitat de membres de SNIA participa en els següents grups de treball tècnics relacionats amb l'emmagatzematge:
- Tecnologies d'emmagatzematge al núvol.
- Emmagatzematge Computacional.
- Gestió de dades.
- Seguretat de dades.
- Diccionari.
- Emmagatzematge de dades d'ADN.
- Emmagatzematge en xarxa.
- Centre de dades de nova generació.
- Memòria persistent.
- Emmagatzematge físic.
- Mesura de l'eficiència energètica.
- Iniciativa de gestió d'emmagatzematge: especificació (SMI-S).
- SNIA Swordfish® - Especificació de gestió d'emmagatzematge escalable.

L'SNIA i el seu consell tècnic mantenen un diccionari i un glossari neutrals per a proveïdors de terminologia de gestió de dades i xarxes d'emmagatzematge.
El diccionari SNIA va guanyar un premi a l'excel·lència en publicacions els anys 2009 i 2012 de l'Informe de comunicació empresarial.
SNIA juntament amb Computerworld van acollir les populars conferències Storage Networking World (SNW) des del 1999 fins al 2013, en diversos llocs d'arreu del món, i es van produir habitualment a la primavera i la tardor als EUA, i a la tardor a la UE.
SNIA també és l'organitzador de la Storage Developers Conference (SDC).
SNIA també manté col·laboracions i envia material a altres organitzacions d'estàndards de la indústria com ISO, IEC, DMTF, CXL, INCITS T10, T11, IETF i IEEE.